# Etiuda zimowa
Etiuda zimowa – trzeci album studyjny zespołu muzycznego LemON. Wydawnictwo ukazało się 13 listopada 2015 nakładem wytwórni muzycznej Warner Music Poland. Album zawiera kolędy i pastorałki w języku polskim, łemkowskim, białoruskim i ukraińskim. Na płycie znalazły się także autorskie utwory zespołu. 
Album dotarł do 4. miejsca polskiej listy sprzedaży – OLiS. Wydawnictwo uzyskało status złotej płyty, przekraczając liczbę 15 tysięcy sprzedanych kopii.
Promocję albumu rozpoczęto w listopadzie 2015, wraz z premierą pierwszego promującego singla – „Do świąt”. 1 grudnia 2015 wydany został drugi singel, „Grudniowy”. Nagranie uplasowało się na 54. pozycji na liście najczęściej odtwarzanych piosenek w polskich radiostacjach.

## Lista utworów
Opracowano na podstawie materiału źródłowego.
| Nr  | Tytuł utworu         | Długość |
| --- | -------------------- | ------- |
| 1.  | „Etiuda zimowa”      | 4:59    |
| 2.  | „Cicha noc”          | 4:50    |
| 3.  | „Mizerna cicha”      | 3:09    |
| 4.  | „Szczedryk”          | 3:06    |
| 5.  | „W żłobie leży”      | 4:10    |
| 6.  | „Dobryj weczer Tobi” | 2:20    |
| 7.  | „Grudniowy”          | 3:29    |
| 8.  | „Płatek”             | 4:28    |
| 9.  | „A u swiecie nam”    | 3:29    |
| 10. | „Tycha nicz”         | 3:34    |
| 11. | „Do świąt”           | 3:40    |
|     |                      | 41:14   |

## Wokalista o albumie
Zawsze chciałem to zrobić – album zimowy. Nie po prostu świąteczny, a właśnie zimowy. Taki, jak czuję zimę, i choć nie umiem tego opisać, to umiem o tym zaśpiewać.
To musi być po prostu ładna płyta – powiedziałem do chłopaków na samym początku pracy. Rozłożyliśmy instrumenty, spojrzeliśmy w nuty, zagraliśmy jeden numer… potem drugi, trzeci… Wszystko działo się naturalnie, tak jak śpiewanie kolęd przy świątecznym stole: kończy się jedna, ktoś intonuje kolejną. Utwory nagrywaliśmy na „setkę”, na raz… Postawiliśmy na emocje, nie zmieniając później praktycznie żadnej nuty. I jak to z LemONem bywa, powstała bardzo osobista rzecz… i spełniło się jedno z moich marzeń… Album, który brzmi… jak zima…
Znalazły się na nim kolędy i pastorałki w czterech językach (po polsku, łemkowsku, białorusku i ukraińsku) oraz nasze własne utwory. I wszystkie one, bez względu na tradycję, z której pochodzą, wyrażają tego samego ducha, ten sam spokój, miłość, ciepło i wiarę.

## Pozycja na liście sprzedaży
| Kraj   | Lista (2015)              | Najwyższa pozycja |
| ------ | ------------------------- | ----------------- |
| Polska | Oficjalna Lista Sprzedaży | 4                 |

| Kraj   | Lista (2015)                    | Pozycja |
| ------ | ------------------------------- | ------- |
| Polska | Związek Producentów Audio-Video | 40      |

## Certyfikat
| Kraj          | Certyfikat  | Sprzedaż |
| ------------- | ----------- | -------- |
| Polska (ZPAV) | złota płyta | 15 000+  |